# Banchus crefeldensis

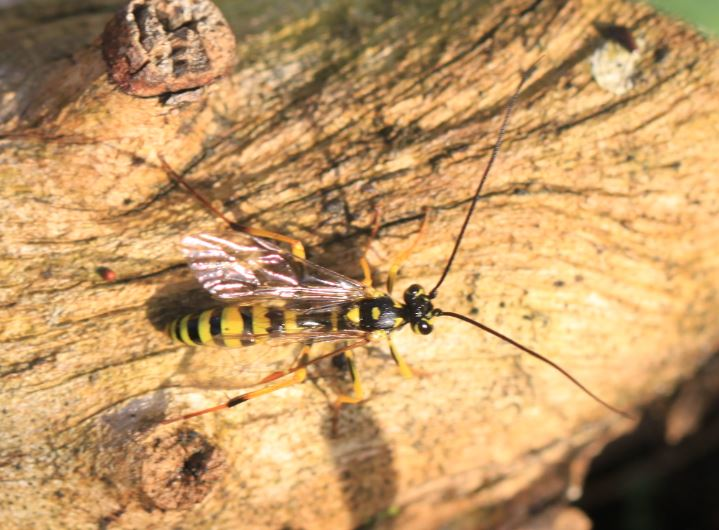
Dorsalansicht

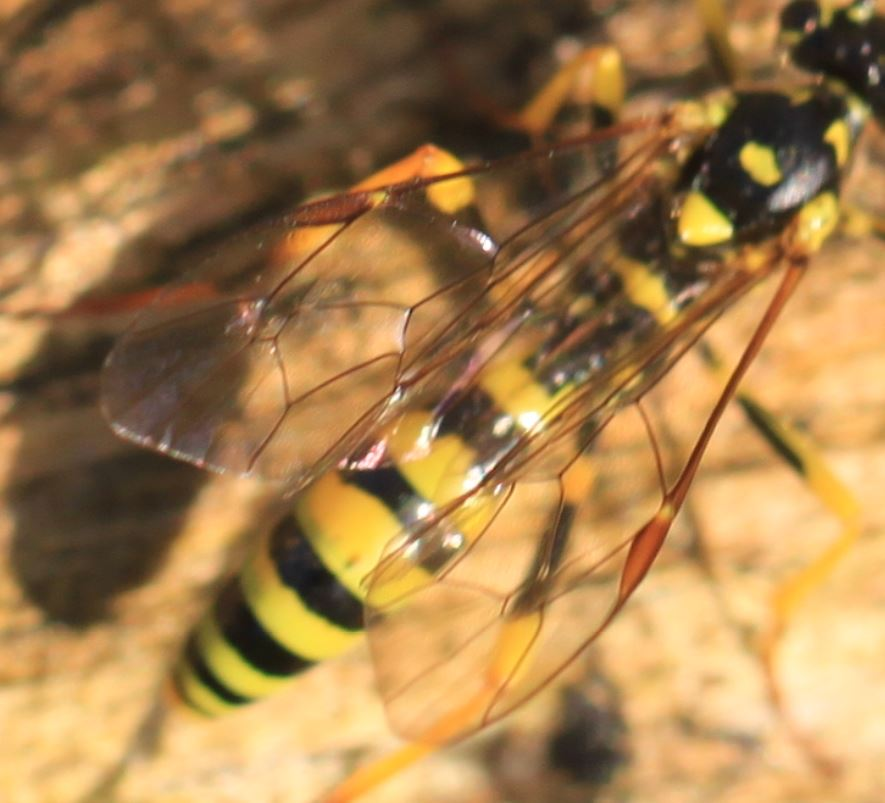
Flügeldetails

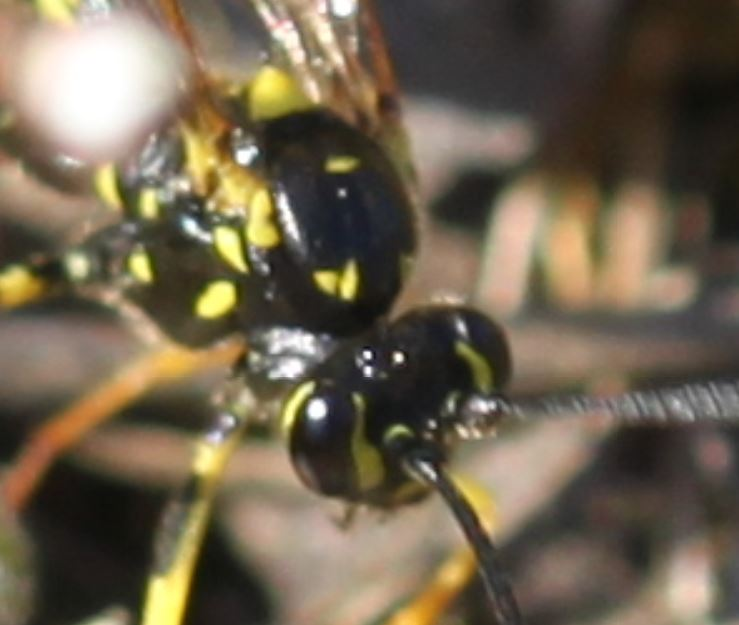
Kopfdetails

Banchus crefeldensis ist eine Schlupfwespe aus der Unterfamilie der Banchinae. Die Art wurde von dem Krefelder Entomologen Albert Ulbricht (1865–1927) im Jahr 1916 erstbeschrieben. Typlokalität ist die Stadt Krefeld, deren Namen (damalige Schreibweise: Crefeld) die Schlupfwespenart in ihrem Namenszusatz trägt.

## Merkmale
Die Schlupfwespen erreichen eine Körperlänge von etwa 14 mm. Kopf und Thorax sind überwiegend schwarz gefärbt mit gelben Flecken und Zeichnungen. Das Scutellum (Schildchen) weist einen großen gelben Fleck auf. Der überwiegend gelb gefärbte Hinterleib weist auf der Oberseite breite schwarze Querbinden auf. Die Fühler sind schwarz, die Beine überwiegend gelb. Die Femora besitzen einen schwarzen Längsstrich. Die apikalen Enden der hinteren Tibien sind verdunkelt. Die Vorderflügel weisen ein rötlich gefärbtes Pterostigma auf. Der sehr kurze Ovipositor (Legestachel) der Weibchen ist am Hinterleibsende erkennbar. 

## Ähnliche Arten
Viele Banchus-Arten sehen sich sehr ähnlich und sind schwierig voneinander zu trennen. 
- Banchus pictus – mit rötlichen Fühlern

## Verbreitung
Banchus crefeldensis ist in West-, Mittel- und Südeuropa verbreitet. Die Art kommt auch auf den Britischen Inseln vor. Im Süden reicht das Vorkommen bis nach Spanien und Italien, im Südosten über den Nahen Osten bis in die Orientalis.

## Lebensweise
Die Schlupfwespen beobachtet man insbesondere im Frühjahr. Ihren typischen Lebensraum bilden Kiefernwälder. Dort suchen die Weibchen spezielle Schmetterlingsraupen wie die der Kieferneule (Panolis flammea) und belegen diese mit Hilfe ihres Legestachels mit einem Ei. Die Schlupfwespenlarven sind Endoparasitoide, die ihre Wirte allmählich von innen auffressen und sich schließlich am Waldboden in einem etwa 15 mm großen Kokon verpuppen. Diese Kokons kann man im Winter beim Absuchen der betroffenen Waldböden finden.